# Gran Salón del Pueblo (Chongqing)
El Gran Salón del Pueblo (en chino tradicional y simplificado, 重庆市人民大礼堂), también traducido como Auditorio del Pueblo de Chongqing, es un gran edificio para reuniones políticas y eventos culturales en Chongqing (China). Inaugurado en 1954, el salón está ubicado en el distrito de Yuzhong y es uno de los símbolos arquitectónicos de la ciudad. El exterior se asemeja al templo del Cielo en Pekín.

## Arquitectura
El edificio se construyó acorde e inspirándose en la arquitectura tradicional china de las dinastías Ming y Qing, incorporando también elementos de la arquitectura soviética. La cúpula es similar al templo del Cielo de la capital, mientras que la entrada frontal tiene reminiscencias de la plaza Tiananmén. El complejo está compuesto por un auditorio y tres alas de varios pisos al este, sur y norte.
En total cubre 66 000 metros cuadrados, de los cuales 18 500 corresponden al auditorio. El edificio alcanza los 65 m de altura y el auditorio, 55. El diámetro interno de la cúpula es de 46.33 m; su interior está rodeado por cinco pisos de gradas que sobresalen hacia afuera, con una capacidad para 4200 personas. Como los edificios tradicionales del país, es simétrico en su eje axial. La fachada presenta columnatas rojas, tejas verdes vidriadas y balaustradas blancas.

## Historia

La plaza del Pueblo, construida en 1997, frente al Gran Salón.

Las obras del edificio comenzaron en junio de 1951 y finalizaron en abril de 1954. El arquitecto Zhang Jiade fue el encargado de diseñar el complejo, utilizando características constructivas de las dinastías Ming y Qing. Originalmente solo contaba con el auditorio principal y las alas norte y sur; el ala este se añadió en 1986. Frente al Gran Salón del Pueblo se extiende la plaza del Pueblo, que se construyó en 1997. En la actualidad es el lugar de reunión de los órganos legislativos municipales, el Congreso Popular Municipal, y también es donde se celebran cada año las Dos Sesiones (una asamblea política) de Chongqing.